# Meliboeus malvernensis
Meliboeus malvernensis es una especie de escarabajo del género Meliboeus, familia Buprestidae. Fue descrita científicamente por Obenberger en 1931.